# Wild Animal
Wild Animal è un EP del gruppo musicale heavy metal tedesco Running Wild, pubblicato nel 1990 dall'etichetta musicale Noise Records e distribuito dalla EMI. Il disco uscì sia in vinile, con tiratura di 8000 copie, che in CD in versione picture disc con l'immagine della copertina.
L'album contiene una nuova registrazione della canzone Chains and Leather originariamente apparsa su Branded and Exiled del 1985. Le tracce che compongono l'EP sono presenti come bonus tracks sulle ristampe in CD di Death or Glory uscite nel 1999 e nel 2007.

## Tracce
1. Wild Animal – 4:14 (R. Kasparek)
2. Chains and Leather – 5:46 (R. Kasparek)
3. Tear Down the Walls – 4:17 (M. Moti)
4. Störtebeker – 4:06 (testo: M. Moti – musica: R. Kasparek)

## Formazione
- Rolf Kasparek – voce, chitarra
- Majk Moti – chitarra
- Jens Becker – basso
- Iain Finlay – batteria